# Berengario di Tours
Berengario di Tours (Tours, 998 – Saint-Cosme, 6 gennaio 1088) è stato un filosofo e dialettico francese.
Grazie alla sua guida, la scuola cattedrale di Chartres costituì un esempio di indagine intellettuale attraverso i rinnovati strumenti della dialettica ispirando altre scuole cattedrali come quelle di Laon e Parigi. Fu celebre anche per essere entrato in conflitto con le autorità della Chiesa riguardo alla dottrina della transustanziazione dell'Eucaristia. Condannato per questo in diversi concili alla fine ritrattò le sue tesi in occasione del Concilio di Tours (1055), nel quale compì una professione di fede.

## Biografia
Studiò a Tours e poi a Chartres, sotto il vescovo Fulberto. Alla morte di questi, nel 1029, Berengario tornò a Tours, dirigendo la scuola di San Martino. Nel 1039 fu nominato arcidiacono di Angers, ma continuò a vivere a Tours.
Nel 1047 Berengario ebbe una polemica con Lanfranco di Canterbury, abate del monastero del Bec in Normandia e futuro arcivescovo di Canterbury, sulla natura dell'eucaristia, durante la cui celebrazione, secondo la fede cattolica, il pane e il vino, durante la celebrazione si trasformano realmente nel corpo e nel sangue di Cristo; questa trasformazione è detta "transustanziazione".
Per Berengario non avviene in realtà alcuna trasformazione, ma il pane e il vino sono solo simboli del corpo e del sangue di Cristo; per Lanfranco, invece, il pane e il vino sono realmente corpo e sangue di Cristo.
Denunciato da Lanfranco, Berengario fu imprigionato e poi condannato nel concilio di Vercelli del 1050. A causa delle successive riaffermazioni delle sue tesi, fu ancora condannato nel sinodo di Parigi del 1051, nei concili di Poitiers del 1075 e di Saint Maixeut del 1076, e sebbene nei concili di Tours (1055), di Roma (1058, 1059) e in quello Lateranense convocato da Gregorio VII (1078-1079), avesse ritrattato le sue tesi, le ribadì subito dopo. Infine, nel sinodo di Bordeaux del 1080, Berengario sottoscrisse di credere che "dopo la consacrazione il pane diventa il vero Corpo di Cristo, quel corpo nato dalla Vergine e che il pane ed il vino sull'altare, grazie al mistero della preghiera santa e delle parole del Nostro Salvatore, vengono convertiti in sostanza nel Corpo e Sangue del Signore Gesù Cristo".
Una volta ritiratosi nell'isola sulla Loira di Saint-Cosme, vicino a Tours, mantenne un rigoroso silenzio e visse in totale solitudine. Morì, comunque, in armonia con la Chiesa.
Nel 1215, nel IV Concilio Lateranense, la transustanziazione divenne dogma della fede; si racconta che nel 1263, nel duomo di Bolsena, durante la messa celebrata da Pietro di Praga, dubbioso della presenza reale di Cristo, l'ostia abbia preso a sanguinare: a seguito di questo miracolo venne istituita da papa Urbano IV la festa e la processione del Corpus Domini.

## Opere
Le sue tesi sono sostenute nel De sacra coena adversus Lanfrancum.

## Dottrina
Riportando le nozioni aristoteliche di sostanza e accidente, Berengario afferma che se una sostanza scompare, scompaiono anche le sue proprietà, che sono intrinsecamente legate a essa: se nell'eucaristia le sostanze del pane e del vino scomparissero, dovrebbero scomparire le proprietà accidentali, come il sapore, l'odore, il colore, ecc; dal momento che questo non avviene, le sostanze del pane e del vino devono continuare a sussistere durante la consacrazione. 
Per Berengario il pane e il vino sono soltanto un simbolo di realtà spirituali, un signum sacrum, un sacramento nel senso agostiniano, ossia un segno visibile che ci permette di afferrare, al di là dell'apparenza sensibile, l'idea della Passione di Cristo. Ma Cristo è morto, nella carne, una volta sola e dopo la Resurrezione il suo corpo è incorruttibile e non può dunque soffrire ancora: "Il pane e il vino vengono chiamati carne e sangue di Cristo perché, in memoria della sua crocefissione, si celebra il suo sacrificio".

## La critica a Berengario
Oltre Lanfranco, presero posizione contro le tesi di Berengario Ugo di Langres, che lo rimprovera di non tener conto della "grandezza della potenza divina, che supera la portata dei nostri sensi"; Adelmanno di Liegi ricorda che i filosofi sbagliano persino nel giudicare delle cose materiali, per esempio sostengono assurdità come quelle di ritenere che la terra si muova e il cielo e le stelle stiano ferme: la ragione non può comprendere la transustanziazione, perché già Dio è un mistero che supera ogni intelletto; Algero di Liegi, nel suo De sacramento corporis, premesso che il problema può essere risolto soltanto sulla base delle testimonianza di Cristo stesso e dei santi, perché esso è "oscuro per la ragione ma chiaro per la fede", ammette tuttavia che le sostanze siano nozioni intelligibili e che gli accidenti siano caratteristiche delle cose che si rivelano ai sensi, e concede anche che il pane e il vino siano chiamati corpo di Cristo soltanto per similitudine, in relazione ai loro accidenti, alle loro apparenze sensibili ma, in relazione alla loro sostanza, essi sono veramente il corpo di Cristo. Alla confutazione delle tesi di Berengario era dedicato il trattato De corpore Christi (andato perduto) di Alberico di Montecassino, che partecipò al sinodo romano del 1078.

## Ravvedimento
Come sopra riportato, in Francia Berengario ritrattò le posizioni di Roma da ultimo nel 1080, nel sinodo di Bordeaux del 1080. 
Primo uomo di Chiesa a negare in modo pubblico e formale la presenza reale di Gesù Cristo nell'eucaristia, "dopo una serie di spergiuri e di ricadute", ripudiò definitivamente il diniego della transustanziazione, si convertì alla fede cattolica e trascorse gli ultimi otto anni di vita in totale penitenza quale segno di riparazione dei propri peccati.

## Sviluppi successivi
Le tesi di Berengario vennero riprese da Martin Lutero per la sua dottrina della consustanziazione, e anche dai calvinisti, Ulrico Zwingli, anabattisti, per quanto concerne la simbolicità del rito eucaristico.